# Aforados de Moneo
Aforados de Moneo fue un municipio español de la provincia de Burgos.

## Toponimia
El municipio puede aparecer referido como «Aforados de Moneo» y «Aforados de Monco».

## Historia
El municipio, que hasta el censo de 1857 se conoció como «Aforados de Monco», desapareció el 29 de septiembre de 1978, cuando su territorio pasó a formar parte del de Medina de Pomar.

## Demografía
| Gráfica de evolución demográfica de Aforados de Moneo entre 1842 y 1970 |
| |
| Población de derecho según los censos de población del INE Población de hecho según los censos de población del INEEn este censo se denominaba Aforados de Monco: 1842. Entre el censo de 1981 y el anterior, este municipio desaparece porque se integra en el municipio Medina de Pomar. |